# Comté de Clark (Arkansas)
Pour les articles homonymes, voir Comté de Clark.
Le comté de Clark est un comté de l'État de l'Arkansas, aux États-Unis. Au recensement de 2010, il comptait 22 995 habitants. Son siège est Arkadelphia.

## Localités

### Cités
- Amity
- Arkadelphia (siège du comté)
- Gurdon

### Villes
- Caddo Valley
- Gum Springs
- Okolona
- Whelen Springs

### Unincorporated communities
- Alpine
- Graysonia

## Démographie
| 1830  | 1840  | 1850  | 1860  | 1870   | 1880   | 1890   | 1900   |
| ----- | ----- | ----- | ----- | ------ | ------ | ------ | ------ |
| 1 369 | 2 309 | 4 070 | 9 735 | 11 953 | 15 771 | 20 997 | 21 289 |

| 1910   | 1920   | 1930   | 1940   | 1950   | 1960   | 1970   | 1980   |
| ------ | ------ | ------ | ------ | ------ | ------ | ------ | ------ |
| 23 686 | 25 632 | 24 932 | 24 402 | 22 998 | 20 950 | 21 537 | 23 326 |

| 1990   | 2000   | 2010   | - | - | - | - | - |
| ------ | ------ | ------ | - | - | - | - | - |
| 21 437 | 23 546 | 22 995 | - | - | - | - | - |